# Temporada 2014 de la WNBA
La Temporada 2014 de la WNBA fue la decimoctava en la historia de la Women's National Basketball Association. Concluyó el 12 de septiembre en vez de hacerlo en octubre, como es habitual, para acomodar las fechas por la disputa del Campeonato Mundial de Baloncesto Femenino de 2014. Acabó con el tercer título para las Phoenix Mercury, tras los conseguidos en 2007 y 2009, derrotando en la final a las Chicago Sky.

## Clasificaciones

### Conferencia Este
| # | Conferencia Este     | Conferencia Este | Conferencia Este | Conferencia Este | Conferencia Este | Conferencia Este |
| # | Equipo               | G                | P                | %                | PD               | PJ               |
| - | -------------------- | ---------------- | ---------------- | ---------------- | ---------------- | ---------------- |
| 1 | y- Atlanta Dream     | 19               | 15               | .559             | -                | 34               |
| 2 | x- Indiana Fever     | 16               | 18               | .471             | 3.0              | 34               |
| 3 | x-Washington Mystics | 16               | 18               | .471             | 3.0              | 34               |
| 4 | x-Chicago Sky        | 15               | 19               | .441             | 4.0              | 34               |
|   |                      |                  |                  |                  |                  |                  |
| 5 | e-New York Liberty   | 15               | 19               | .441             | 4.0              | 34               |
| 6 | e-Connecticut Sun    | 13               | 21               | .382             | 6.0              | 34               |

### Conferencia Oeste
| # | Conferencia Oeste    | Conferencia Oeste | Conferencia Oeste | Conferencia Oeste | Conferencia Oeste | Conferencia Oeste |
| # | Equipo               | G                 | P                 | %                 | PD                | PJ                |
| - | -------------------- | ----------------- | ----------------- | ----------------- | ----------------- | ----------------- |
| 1 | y-Phoenix Mercury    | 29                | 5                 | .853              | -                 | 34                |
| 2 | x-Minnesota Lynx     | 25                | 9                 | .735              | 4.0               | 34                |
| 3 | x-San Antonio Stars  | 16                | 18                | .471              | 13.0              | 34                |
| 4 | x-Los Angeles Sparks | 16                | 18                | .471              | 13.0              | 34                |
|   |                      |                   |                   |                   |                   |                   |
| 5 | e-Tulsa Shock        | 12                | 22                | .353              | 17.0              | 34                |
| 6 | e-Seattle Storm      | 12                | 22                | .353              | 17.0              | 34                |

## All-Star Game
El WNBA All-Star Game tuvo como anfitriones a las Phoenix Mercury el 27 de julio en el US Airways Center. Fue la segunda vez que se celebró en Phoenix de las doce ediciones hasta ese momento.
| 19 de julio de 2014 | Este                                                | 125–124                                             | Oeste                                               | |  |
| 3:30 p. m. ET       | Parciales: 27-28, 30–25, 28-33, 27-26 (T.E.: 13–12) | Parciales: 27-28, 30–25, 28-33, 27-26 (T.E.: 13–12) | Parciales: 27-28, 30–25, 28-33, 27-26 (T.E.: 13–12) | |  |
|                     | Estadísticas Schimmel 29 Catchings 13 Schimmel 8    | Reporte Pts Reb Asts                                | Estadísticas Diggins 27 N. Ogwumike 11 Moore 8      | Pabellón: US Airways Center, Phoenix, Arizona Asistencia: 14,685 espectadores Árbitros: - #8 Daryl Humphrey - #34 Maj Forsberg - #39 Michael Price Televisión: ESPN |  |

## Galardones
| Galardón                                      | Ganadora        | Equipo            |
| --------------------------------------------- | --------------- | ----------------- |
| MVP de las Finales de la WNBA                 | Diana Taurasi   | Phoenix Mercury   |
| MVP de la Temporada de la WNBA                | Maya Moore      | Minnesota Lynx    |
| Mejor Defensora de la WNBA                    | Brittney Griner | Phoenix Mercury   |
| Jugadora Más Mejorada de la WNBA              | Skylar Diggins  | Tulsa Shock       |
| Peak Performers de la WNBA (puntos)           | Maya Moore      | Minnesota Lynx    |
| Peak Performers de la WNBA (rebotes)          | Courtney Paris  | Tulsa Shock       |
| Peak Performers de la WNBA (asistencias)      | Diana Taurasi   | Phoenix Mercury   |
| Mejor Sexta Mujer de la WNBA                  | Allie Quigley   | Chicago Sky       |
| Rookie del Año de la WNBA                     | Chiney Ogwumike | Connecticut Sun   |
| Premio a la Jugadora Más Deportiva de la WNBA | Becky Hammon    | San Antonio Stars |
| Entrenador del Año de la WNBA                 | Sandy Brondello | Phoenix Mercury   |

## Playoffs
|  | 1ª ronda Mejor de 3 | 1ª ronda Mejor de 3 | 1ª ronda Mejor de 3 |           |    | Finales de Conferencia Mejor de 3 | Finales de Conferencia Mejor de 3 | Finales de Conferencia Mejor de 3 |  |    | Finales de la WNBA Mejor de 5 | Finales de la WNBA Mejor de 5 | Finales de la WNBA Mejor de 5 |  |
|  |                     |                     |                     |           |    |                                   |                                   |                                   |  |    |                               |                               |                               |  |
|  |                     |                     |                     |           |    |                                   |                                   |                                   |  |    |                               |                               |                               |  |
|  | E1                  | Atlanta             | 1                   |           |    |                                   |                                   |                                   |  |    |                               |                               |                               |  |
|  | E1                  | Atlanta             | 1                   |           |    |                                   |                                   |                                   |  |    |                               |                               |                               |  |
|  | E4                  | Chicago             | 2                   |           |    |                                   |                                   |                                   |  |    |                               |                               |                               |  |
|  | E4                  | Chicago             | 2                   |           | E4 | Chicago                           | 2                                 |                                   |  |    |                               |                               |                               |  |
|  | Conferencia Este    |                     |                     |           | E4 | Chicago                           | 2                                 |                                   |  |    |                               |                               |                               |  |
|  |                     |                     | E2                  | Indiana   | 1  |                                   |                                   |                                   |  |    |                               |                               |                               |  |
|  | E2                  | Indiana             | E2                  | Indiana   | 1  | 2                                 |                                   |                                   |  |    |                               |                               |                               |  |
|  | E2                  | Indiana             |                     |           |    |                                   |                                   |                                   |  |    |                               |                               |                               |  |
|  | E3                  | Washington          | 0                   |           |    |                                   |                                   |                                   |  |    |                               |                               |                               |  |
|  | E3                  | Washington          | 0                   |           |    |                                   |                                   |                                   |  | E4 | Chicago                       | 0                             |                               |  |
|  |                     |                     |                     |           |    |                                   |                                   |                                   |  | E4 | Chicago                       | 0                             |                               |  |
|  |                     |                     | W1                  | Phoenix   | 3  |                                   |                                   |                                   |  |    |                               |                               |                               |  |
|  | W1                  | Phoenix             | W1                  | Phoenix   | 3  | 2                                 |                                   |                                   |  |    |                               |                               |                               |  |
|  | W1                  | Phoenix             |                     |           |    |                                   |                                   |                                   |  |    |                               |                               |                               |  |
|  | W4                  | Los Ángeles         | 0                   |           |    |                                   |                                   |                                   |  |    |                               |                               |                               |  |
|  | W4                  | Los Ángeles         | 0                   |           | W1 | Phoenix                           | 2                                 |                                   |  |    |                               |                               |                               |  |
|  | Conferencia Oeste   |                     |                     |           | W1 | Phoenix                           | 2                                 |                                   |  |    |                               |                               |                               |  |
|  |                     |                     | W2                  | Minnesota | 1  |                                   |                                   |                                   |  |    |                               |                               |                               |  |
|  | W2                  | Minnesota           | W2                  | Minnesota | 1  | 2                                 |                                   |                                   |  |    |                               |                               |                               |  |
|  | W2                  | Minnesota           |                     |           |    |                                   |                                   |                                   |  |    |                               |                               |                               |  |
|  | W3                  | San Antonio         | 0                   |           |    |                                   |                                   |                                   |  |    |                               |                               |                               |  |
|  | W3                  | San Antonio         | 0                   |           |    |                                   |                                   |                                   |  |    |                               |                               |                               |  |
|  |                     |                     |                     |           |    |                                   |                                   |                                   |  |    |                               |                               |                               |  |